# Romatowscy herbu Drogomir

Herb Drogomir

Romatowscy – nazwisko polskiej rodziny szlacheckiej pieczętującej się herbem Drogomir. Wywodzi się ono z miejscowości Romatowo w powiecie sierpeckim. Byli związani z Mazowszem, Kujawami i Małopolską. Szczyt jej znaczenia przypada na okres od XIV do XVII wieku. Nie należy ich mylić z rodziną Ramotowskich tego samego herbu z ziemi wiskiej

## Wybrani przedstawiciele rodu
- Jan, Wojciech i Sebastian Romatowscy, synowie Macieja – wymienieni są w Metryce Koronnej z 1551 roku[2].
- Wawrzyniec Romatowski z Romatowa i Wyższego Rudna (zm. 1570) - złotnik królewski. W 1545 r. został wyzwolony na mistrza złotnictwa i jednocześnie został obywatelem Krakowa. Był właścicielem domu nr 40 przy ul. Grodzkiej (obecnie w tym miejscu stoi Pałac Stadnickich). Utrzymywał kontakty handlowe m.in. z Wilnem. Później był burgrabią krakowskim i ławnikiem Sądu Wyższego Prawa Magdeburskiego. Zięć pisarza grodzkiego sądeckiego. Opiekun małoletnich dzieci Macieja Romatowskiego. Jego żoną była Anna, zmarła 27 stycznia 1569 roku w wieku 47 lat. Po jej śmierci ufundował jej grobowiec z piaskowca, znajdujący się w krużgankach Kościoła Świętej Trójcy w Krakowie. Reprezentuje on styl przełomu renesansu i baroku[1][3][4][5][6][7].
- Stanisław Romatowski z Romatowa - wymieniany w 1602 r. jako student Szkoły Głównej Koronnej[8].
- Augustyn Romatowski - ziemianin wiski żyjący w XVII wieku[1].
- Ludwik Romatowski z województwa kaliskiego i Polichron, sędek ziemi dobrzyńskiej - brali udział w elekcji 1697 roku[2][9].

### Romatowscy z Włocławka

#### Krystyn z Romatowa

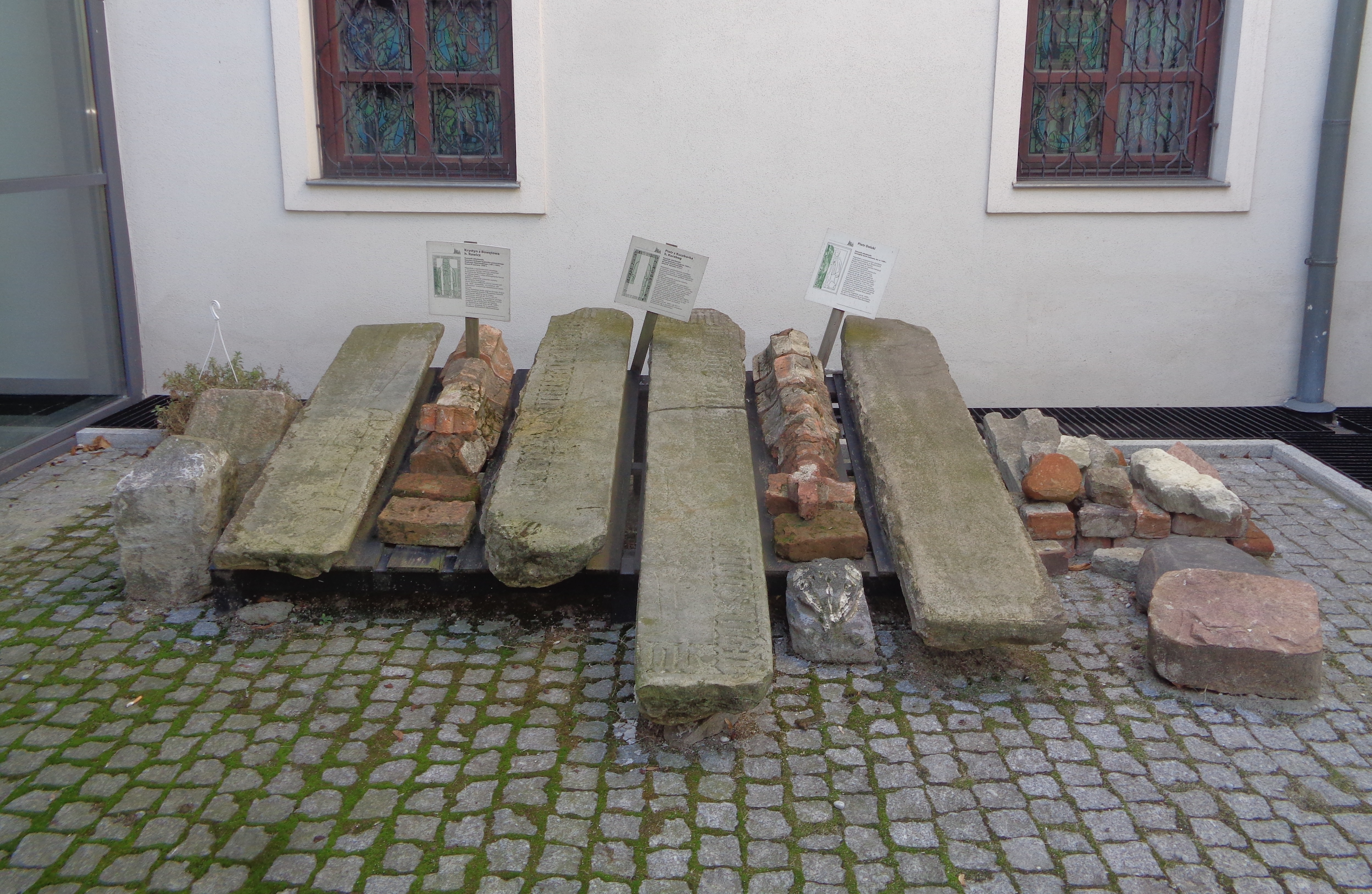
Fragment grobowca Krystyna z Romatowa przy wejściu do Muzeum Diecezjalnego we Włocławku, pierwszy po lewej

Pierwszym znanym członkiem rodu mieszkającym we Włocławku był Krystyn z Romatowa. W literaturze jest opisywany też jako Krystyn z Bowętowa. Występuje na dokumencie z 1483 r. Był on kanonikiem kujawskim i kanclerzem biskupa kujawsko-pomorskiego Andrzeja Oporowskiego. Biskup Oporowski nigdy nie przyjechał osobiście do Włocławka. W 1482 r. wysłał tu Krystyna, który sprawował rządy w jego imieniu. W 1483 r. Krystyn był świadkiem śmierci bpa Oporowskiego w Mereczu. Następnie został egzekutorem jego testamentu, na mocy którego otrzymał też pewne zapisy.
9 października 1493 r. wziął udział w konsystorzu w Gnieźnie. Zebrał wówczas liczną grupę świadków występujących przeciwko przekazaniu kapituły gnieźnieńskiej Mikołajowi Kościeleckiemu.
Zmarł 8 czerwca 1508 r. we Włocławku. Pochowano go pod posadzką Katedry Włocławskiej. Gotycka płyta nagrobna Krystyna z Romatowa miała wymiary ok. 215 x 125 cm, wykonana została z piaskowca. W 1912 r. sporządzono odrys nagrobka, dzięki czemu wiadomo dziś jak wyglądał. Znajdowała się na nim postać zmarłego kanonika w sutannie z komżą i almucją oraz biretem na głowie, ze złożonymi na piersiach dłońmi. U jego stóp wyryto późnogotycką tarczę herbową z herbem Rawicz. Na bordiurze znajdowała się inskrypcja w minuskule gotyckiej. 
Na pewnym etapie (być może na początku XVII wieku) płyta została pocięta wzdłuż na trzy części. Jej fragmenty wydobyte w 1898 r. podczas regotyzacji Katedry. Część prawa i środkowa znajdują się w niej do dziś, wykorzystano je przy budowie stopni prowadzącej do kaplicy pw. św. Kazimierza. Środkowa część stanowi dziś najlepiej zachowany fragment grobowca, ma on obecnie ok. 3/4 pierwotnej długości. Inskrypcja i postać na grobowcu są już znacznie zatarte, ale nie na tyle, by nie dało się ich dostrzec gołym okiem. Lewą część umieszczono wraz z innymi wydobytymi wtedy fragmentami w murze otaczającym Seminarium, jako jego najwyższą część. W 2010 r. zostały wydobyte i w kolejnym roku umieszczone na terenie powstającego wówczas Muzeum Diecezjalnego. Obecnie znajdują się przed wejściem placówki od strony ul. Tumskiej.

#### Stanisław Romatowski
Inwentarz z 1598 r. z Włocławka wymienia bez imienia Romatowskiego, właściciela 1 szkuty i lichtana.
W 1600 r. zamożny obywatel Włocławka Stanisław Romatowski (być może tożsamy z powyższym armatorem) zbudował nieduży, drewniany Kościół Wszystkich Świętych wraz z sąsiadującym z nim cmentarzem. Opłacany przez Romatowskich ksiądz odprawiał w nim modlitwy w intencji zbawienia fundatorów kaplicy. Stanisław Romatowski był właścicielem licznych gruntów i placów we Włocławku, w tym tych przy ul. Brzeskiej. 14 kwietnia 1594 r. został członkiem Komisji powołanej przez biskupa Hieronima Rozdrażewskiego do zbadania szkód powstałych przy spustoszeniach Młyna Cziemiega (blisko ujścia Zgłowiączki), dokonanych przez jego ówczesnego właściciela Andrzeja Lasska.

#### Wojciech i Dorota Romatowscy

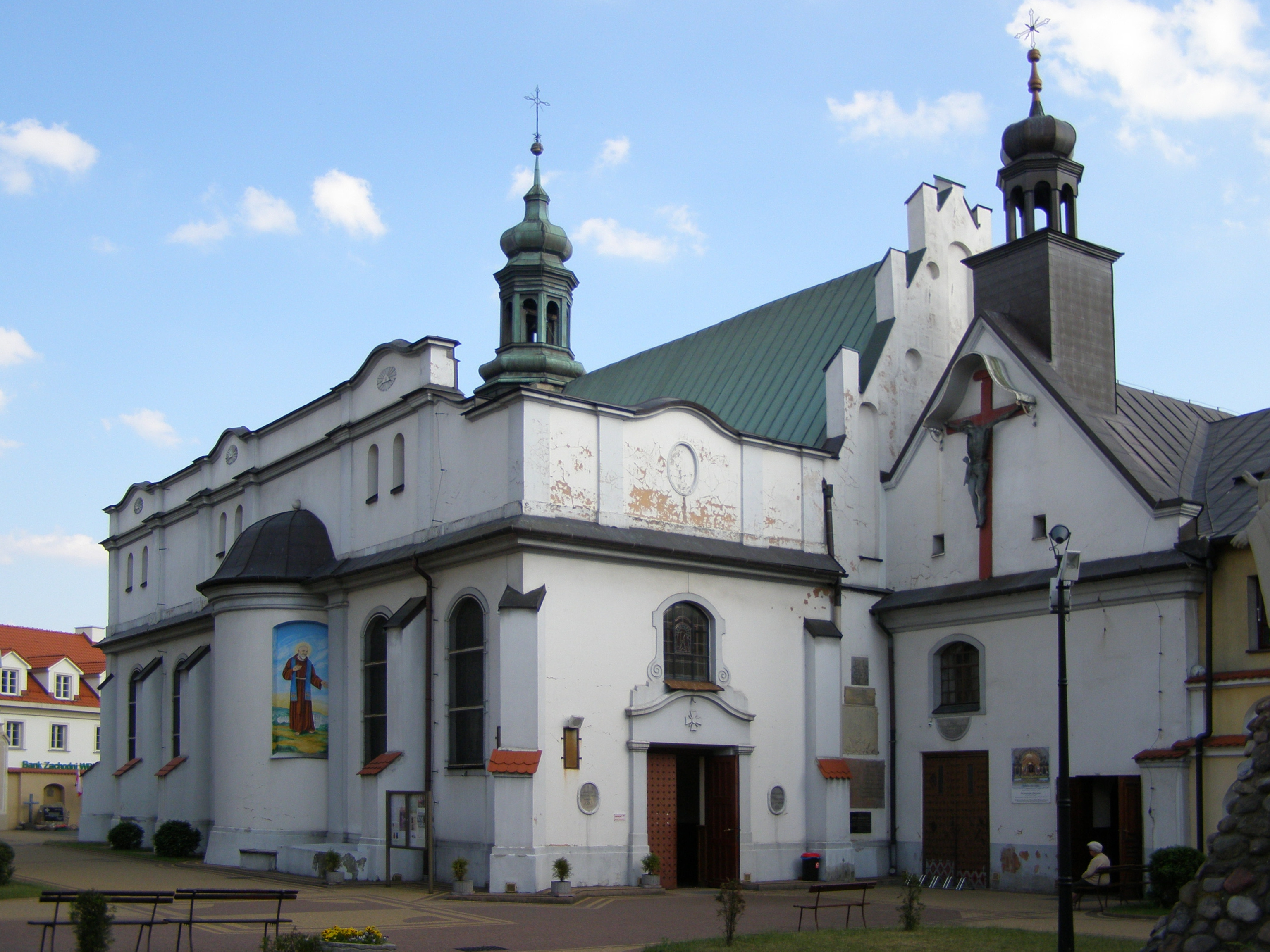
Kościół Wszystkich Świętych i Klasztor Franciszkanów Reformatów we Włocławku, fundacja Wojciecha i Doroty Romatowskich

Synem i spadkobiercą Stanisława był Wojciech Romatowski (zm. 10 grudnia 1840), rajca włocławski, w 1620 r. wymieniany jako wójt. Jego żoną była Dorota z Rogalińskich Romatowska (zm. 8 października 1639). Para nie miała dzieci.
Ufundowali oni i wyposażyli zbudowany w latach 1639–1644 Kościół Wszystkich Świętych i klasztor Franciszkanów reformatów, zbudowany w miejsce Kościoła wzniesionego przez ojca Wojciecha. Ten istnieje do dziś. Oryginalne wyposażenie Świątyni nie istnieje. Romatowscy przekazali na rzecz klasztoru także liczne ziemie. 
Romatowscy umarli przed ukończeniem budowy, ale zapisali w testamencie środki na jej dokończenie. Wykonawcą ich testamentu był p. Bilski, który to też wystawił im grób w podziemiach klasztoru. 
W celu budowy nowego Kościoła, starą drewnianą kaplicę przeniesiono na sąsiadujący z nim grunt. W ten sposób zbudowano i wyposażono drewniany Kościół św. Wojciecha, nazwany tak od imienia fundatora. Romatowscy nabyli również sąsiadującą z nim ziemię i wybudowali w jej miejscu prebendę Kościoła. Życzeniem Wojciecha Romatowskiego, zaakceptowanym przez biskupa Macieja Łubieńskiego, było żeby w Kościele odprawiano dwie msze tygodniowo. Skorzystał także z prawa do wyznaczenia proboszcza prebendy, którym został ks. Mikołaja Chomętowskiego. Później te prawo miał Magistrat Miasta. Romatowscy w swoim testamencie zapisali, że ich życzeniem jest, by w miejscu obecnego kościoła drewnianego wznieść Świątynię murowaną. To się jednak nigdy nie stało, ponieważ wszystkie ich fundusze przeznaczono na dokończenie budowy klasztoru. Obecnie w miejscu Kościoła św. Wojciecha istnieje Świątynia ewangelicko-augsburska. 